# Mircea Constantin
Mircea Christian Constantin (* 2. Oktober 1995 in Bukarest) ist ein rumänischer Eishockeyspieler, der seit 2020 beim CSM Dunărea Galați in der rumänischen Eishockeyliga spielt.

## Karriere

### Club
Mircea Constantin begann seine Karriere beim CSA Steaua Bukarest in seiner Heimatstadt. 2014 war er Topscorer und Torschützenkönig der Rumänischen Eishockeyliga. 2016 wechselte er nach Kanada in die Greater Metro Hockey League, wo er für die Komoka Dragons und die Tillsonburg Hurricanes spielte. 2017 kehrte er für ein Jahr zu Steaua Bukarest zurück. Anschließend spielte er je ein Jahr beim Gyergyói HK und ASC Corona 2010 Brașov ebenfalls in der rumänischen Liga und zudem in der Ersten Liga. Seit 2020 steht er beim Ligakonkurrenten CSM Dunărea Galați unter Vertrag.

### International
Constantin nahm im Juniorenbereich an den U20-Weltmeisterschaften 2014 und 2015 jeweils in der Division II teil.
Sein Debüt in der Herren-Nationalmannschaft gab Constantin bei der Olympiaqualifikation für die Winterspiele in Pyeongchang 2018. Später spielte er bei den Weltmeisterschaften 2018 und 2019 in der Division I. Zudem vertrat er seine Farben bei der Olympiaqualifikation für die Winterspiele in Peking 2022 und beim Beat Covid-19 Ice Hockey Tournament, das im Mai 2021 im slowenischen Ljubljana stattfand.

## Erfolge
- 2014 Topscorer und Torschützenkönig der Rumänischen Eishockeyliga
- 2019 Aufstieg in die Division I, Gruppe A bei der Weltmeisterschaft der Division I, Gruppe B

## Erste-Liga-Statistik
(Stand: Ende der Saison 2020/21)